# 两岛街道
两岛街道（藏語：ལེང་ཏའོ་），是中华人民共和国西藏自治区拉萨市城关区下辖的一个乡镇级行政单位。

## 行政区划
两岛街道下辖以下地区：
仙足岛社区和甲玛林卡社区。